# December 20.
December 20. az év 354. (szökőévben 355.) napja a Gergely-naptár szerint. Az évből még 11 nap van hátra.
Névnapok: Teofil + Baján, Bojta, Bojtorján, Eugén, Ignác, Kerecsen, Keresztély, Keresztes, Krisztián, Vajta, Vata

## Események

### Politikai események
- 1046 – III. Henrik, német-római király lemondatja VI. Gergely pápát
- 1497 – Bakócz Tamás esztergomi érsek lesz
- 1703 – II. Rákóczi Ferenc a dunántúli kuruc csapatok generálisává nevezi ki Bottyán Jánost
- 1830 – Nagy-Britannia, Franciaország, Poroszország és Ausztria elismeri Belgium függetlenségét
- 1848 – Charles Louis Napoléon Bonaparte, (a későbbi III. Napóleon császár) hivatalba lép, mint Franciaország köztársasági elnöke.
- 1860 – Dél-Karolina kilép az Unióból.[1]
- 1924
  - Ausztriában a hivatalos fizetőeszköz a schilling lesz (1 schilling=10 000 korona)
  - XII. Benedek pápa trónra lép.
- 1935 – XI. Piusz pápa körlevelet ad ki a katolikus papságról (Ad catholici sacerdotii)
- 1946 – Türingia tartomány megalapítása.
- 1961 – Vietnámban megalakul a Nemzeti Front Dél-Vietnám Felszabadításáért.
- 1963
  - Először nyitják meg a berlini falat. (1964. január 6-án visszazárták)
  - Bíróság elé áll Frankfurt am Mainban az Auschwitzi koncentrációs tábor 21 őre
- 1983
  - A palesztin vezető, Jasszer Arafat 4 000 Fatah harcossal Libanonba megy
  - Salvadorban elfogadják az új alkotmányt
  - A Magyar Tudományos Akadémia Elnöksége állásfoglalást ad ki a Bős–nagymarosi vízlépcső építésével kapcsolatban, melyben építkezés megszüntetését javasolja
- 1989 – Amerikai csapatok inváziója Panama ellen.
- 1990
  - A Pentagon figyelmezteti Szaddám Huszeint, hogy az amerikai légierő megkezdi a bombázásokat január 15-én, ha Irak nem teljesíti az amerikai ultimátumokat
  - Lemond Eduard Sevardnadze szovjet külügyminiszter
- 1999 – Portugália visszaadja Makaót Kínának
- 2004 – Románia elnöke lesz Traian Băsescu

### Kulturális események
- 1699 – I. (Nagy) Péter orosz cár bevezette Oroszországban a Julián naptárat

#### Irodalmi, színházi és filmes események
- 2000 – Vámos Miklós internetes honlapjának bemutatása. Ez az első írói weblap Magyarországon
- 2007 – Hiller István oktatási és kulturális miniszter bejelenti, hogy a Nemzeti Színház főigazgatójává – 2008. január 1-jei hatállyal – Alföldi Róbertet nevezi ki

#### Zenei események
- 1902 – Huszka Jenő „Bob herceg” c. operettjének bemutatója
- 1967 – Megalakul a Jethro Tull együttes

### Sportesemények
- 2009 – Női kézilabda világbajnokság, Kína - Győztes: Oroszország

## Születések
- 1718 – Andreánszki Menyhért jezsuita szerzetes (halálozási időpont ismeretlen)
- 1740 – Benkő József református lelkész, botanikus, történész, nyelvész, az utolsó latin nyelven író magyar polihisztor († 1814)
- 1768 – Schedius Lajos művelődéspolitikus, költő, író, esztéta, nyelvész († 1847)
- 1783 – Boros Ferenc magyar helytartótanácsi titkár († 1810)
- 1816 – Bene Rudolf magyar orvos († 1888)
- 1834 – Than Károly kémikus, egyetemi tanár († 1908)
- 1841 – Ferdinand Buisson béke Nobel-díjas francia filozófus, pedagógus († 1932)
- 1847 – Bihar Ferenc magyar katonatiszt, gyalogsági tábornok és honvédelmi miniszter († 1920)
- 1868 – Harvey S. Firestone amerikai gumigyáros († 1938)
- 1874 – Taróczy Nándor magyar katonatiszt, hírszerző († 1973)
- 1879 – Kausz József plébános, író, költő († 1967)
- 1880 – Horváth Zoltán ügyvéd, újságíró, kiskunfélegyházi helyi politikus, országgyűlési képviselő († 1945)
- 1890 – Bibó Lajos magyar író, újságíró († 1972)
- 1890 – Hajdu Henrik magyar író, műfordító († 1969)
- 1902 – Földes Jolán magyar író († 1963)
- 1907 – Bárány István olimpiai ezüstérmes, Európa-bajnok úszó, edző, sportvezető, szakíró († 1995)
- 1911 – Szendrő Ferenc magyar színházrendező, színházigazgató, színházalapító, érdemes művész († 1994)
- 1917 – David Bohm angol kvantumfizikus († 1992)
- 1919 – Károlyi Irén magyar színésznő
- 1920 – Szabó Ottó Jászai Mari-díjas magyar színész († 1998)
- 1922 – Randolph L. Braham holokausztkutató, politológus, történész († 2018)
- 1924 – Friederike Mayröcker osztrák írónő († 2021)
- 1925 – Goldoványi Béla olimpiai bronzérmes, Európa-bajnok atléta († 1972)
- 1927 – Balogh Rózsa magyar színésznő, a kecskeméti Katona József Színház örökös tagja († 1998)
- 1930 – Regös István magyar újságíró, televíziós szerkesztő-riporter, a Mix Magazin alapító főszerkesztője († 2023)
- 1937 – Andor Tamás Balázs Béla-díjas magyar operatőr
- 1938 – Zana József magyar színész († 2020)
- 1942 – Jean-Claude Trichet, az Európai Központi Bank volt elnöke
- 1943 – Gecser Lujza - magyar textiltervező és iparművész, korszakának kiemelkedő textilművésze (†1988)
- 1946 – John Spencer (John Speshock) amerikai színész († 2005)
- 1946 – Uri Geller magyar származású, izraeli születésű parafenomén.
- 1947 – Filippinyi Éva magyar rádiós szerkesztő-riporter, műsorvezető († 2016)
- 1947 – Gigliola Cinquetti olasz énekesnő
- 1948 – Tardy Balázs magyar színész, rendező, író († 2018)
- 1950 – Pintz János magyar matematikus, az MTA tagja
- 1952 – Jenny Agutter angol színésznő
- 1953 – Kapitány Ágnes magyar szociológus, kulturális antropológus
- 1959 – Juhász Róza magyar színésznő
- 1962 – Bellus Attila magyar színész
- 1963 – Rácz István magyar operaénekes
- 1967 – Nyikolaj Bolscsakov' orosz sífutó
- 1968 – Karl Wendlinger osztrák autóversenyző
- 1970 – Nicole de Boer amerikai színésznő
- 1971 – Erős Károly magyar válogatott labdarúgó
- 1974 – Mátyus János magyar labdarúgó
- 1981 – Ilyés Ferenc kézilabdázó
- 1986 – Ágoston Katalin magyar színésznő, énekesnő
- 1991 – Joss Christensen olimpiai bajnok amerikai síakrobata
- 1997 – De’Aaron Fox amerikai kosárlabdázó
- 1998 – Kylian Mbappé világbajnok francia válogatott labdarúgó

## Halálozások
- 910 – III. Alfonz leóni király (Ausztria) (* 866)
- 1295 – Provence-i Margit Franciaország királynéja (* 1221)
- 1552 – Katharina von Bora (Bóra Katalin) német egyházi személy, Luther felesége (* 1499)
- 1590 – Ambroise Paré francia orvos, "a modern sebészet atyja" (* 1510)
- 1810 – Boros Ferenc magyar helytartótanácsi titkár (* 1783)
- 1849 – William Miller amerikai adventista prédikátor (* 1782)
- 1854 – Balugyánszky Endre (Baludjansky Endre) magyar kanonok (* 1800)
- 1877 – Heinrich Daniel Ruhmkorff német feltaláló, műszergyártó, aki forgalmazta az indukciós tekercset (gyakran Ruhmkorff tekercsnek is nevezik) (* 1803)
- 1889 – Antal Géza orvosprofesszor, az MTA tagja (* 1846)
- 1903 – Ábrányi Kornél (1843-ig Eördögh) zeneszerző, zongoraművész, zenei szakíró (* 1822)
- 1934 – Hutÿra Ferenc magyar állatorvos, orvos, patológus, a Magyar Tudományos Akadémia levelező tagja (* 1860)
- 1935 – Veres Zoltán magyar festő (* 1868)
- 1937 – Erich Ludendorff első világháborús német tábornok (* 1865)
- 1950 – Enrico Mizzi máltai politikus, miniszterelnök (* 1885)
- 1957 – Ferenczy Noémi Kossuth-díjas gobelinművész, (* 1890)
- 1959 – Bory Jenő építész, szobrász (* 1879)
- 1961 – Lassovszky Károly magyar csillagász (* 1897)
- 1962 – Emil Artin osztrák matematikus (* 1898)
- 1968 – John Steinbeck Irodalmi Nobel-díjas amerikai író (* 1902)
- 1968 – Sávoly Pál Kossuth-díjas mérnök, statikus, (* 1893)
- 1973 – Zimándi Pius (er. Zilich István), premontrei szerzetes, tanár, irodalomtörténész, pedagógiai szakíró (* 1909)
- 1982 – Arthur Rubinstein lengyel származású zongoraművész (* 1887)
- 1986 – Greguss Zoltán magyar színész (* 1904)
- 1986 – Kádár László Gábor egri érsek (* 1927)
- 1989 – Kurt Böhme német operaénekes (* 1908)
- 1992 – Vogt Károly magyar színész (* 1947)
- 1992 – Marosán György magyar politikus (* 1908)
- 1996 – Carl Sagan amerikai csillagász (* 1934)
- 1998 – Sárkány Miklós kétszeres olimpiai bajnok vízilabdázó, szövetségi kapitány, edző (* 1908)
- 2000 – Legány Dénes magyar zeneszerző, zongoraművész (* 1965)
- 2008 – Igor Troubetskoy (Igor Nikolayevich Troubetzkoy ) francia autóversenyző (* 1912)
- 2009 – Brittany Murphy amerikai színésznő (* 1977)
- 2013 – Maár Gyula Kossuth- és Balázs Béla-díjas magyar filmrendező, forgatókönyvíró (* 1934)
- 2014 – Lantos Ferenc Kossuth-díjas magyar festő, grafikus (* 1929)
- 2016 – Graham Shelby brit történelmi regényíró (* 1939)
- 2018 – Dargay Lajos magyarországi kinetikus–kibernetikus művészet megalapozója (* 1942)

## Nemzeti ünnepek, emléknapok, világnapok
→Sablonvita:Ünnepek/12-20:
- az emberi szolidaritás nemzetközi napja[2]
- Alexandriai Szent Teofil római katona, vértanú emléknapja a katolikus egyházban[3]